# PokéPark Wii : La Grande Aventure de Pikachu
PokéPark Wii : La Grande Aventure de Pikachu (ポケパーク Wii: ピカチュウの大冒険, Pokepâku Wii: Pikachu no Daibouken) est un jeu vidéo édité par Nintendo. Il est paru au Japon le 5 décembre 2009 et est sorti en France le 9 juillet 2010.
Le joueur incarne un Pikachu qui doit restaurer l'amitié entre les Pokémon et récupérer les morceaux du Prisme Céleste pour sauver le PokéPark. Le joueur peut se lier d'amitié avec les Pokémon au travers d'activités variées, et incarner ces Pokémon dans les attractions pour récupérer les morceaux du Prisme Céleste et débloquer les différentes zones qui composent le parc. 

## Synopsis
PokéPark Wii : La Grande Aventure de Pikachu raconte l'histoire de Pikachu et ses amis Germignon, Salamèche et Tiplouf, qui sont envoyés au PokéPark par Mew. Le Prisme Céleste, qui est symbole de l'amitié entre les Pokémon du parc, s'affaiblit depuis que les chefs des zones interdisent les attractions et les activités, et menace de faire chuter le Havre Céleste sur le parc. Mew a besoin de l'aide de Pikachu et de ses amis pour restaurer l'amitié entre les Pokémon et récupérer les morceaux du Prisme Céleste pour le réparer,.

## Système de jeu
PokéPark Wii : La Grande Aventure de Pikachu est un jeu d'aventure. Le joueur contrôle Pikachu avec la Wiimote à l'horizontale, avec qui il peut sauter, courir, et utiliser ses attaques. Ces compétences se révèlent utiles pour se lier d'amitié avec les 193 Pokémon qui composent le parc. Pour se lier d'amitié avec un Pokémon, le joueur devra relever une petite épreuve comme une course, un cache-cache, un quiz, une course d'obstacle, ou bien encore un combat. Il est possible d'améliorer les compétences de Pikachu comme la charge ou l'attaque Tonnerre, et aussi de débloquer l'attaque Queue de Fer à l'aide de baies, la monnaie du jeu.
Il existe plusieurs zones dans le parc, qui se débloquent tout au long de la trame principale. Chacune de ces zones a un thème précis, et renferme des Pokémon qui ont un type en rapport avec ce thème.

### Attractions
Chaque zone contient une ou plusieurs attractions, qui sont des mini-jeux à part entière, comme une course, du saut en longueur, une glissade ou un parcours d'obstacles. Réussir une de ces 14 attractions permet au joueur de récupérer un morceau du Prisme Céleste. Il est possible de jouer avec les Pokémon qui se sont liés d'amitié au joueur dans ces attractions, et selon leur espèce le joueur pourra obtenir de meilleures performances.